# پایگاه هوایی نیوتابارو
پایگاه هوایی نیوتابارو (به انگلیسی: Nyutabaru Air Base) یک فرودگاه نظامی است که یک باند فرود آسفالت بتن دارد و طول باند آن ۲۷۰۰ متر است. این فرودگاه در کشور ژاپن قرار دارد .